# Leptophis occidentalis
Leptophis occidentalis – gatunek lekko jadowitego węża z rodziny połozowatych (Colubridae). Występuje po zachodniej stronie Andów, w Peru i Ekwadorze. Prowadzi dzienny nadrzewny i naziemny tryb życia.

## Systematyka
Takson ten po raz pierwszy zgodnie z zasadami nazewnictwa binominalnego opisał w 1859 roku brytyjski przyrodnik Albert C.L.G. Günther na łamach „Proceedings of the Zoological Society of London”. Autor nadał wężowi nazwę Ahaetulla occidentalis. Syntyp BMNH 1946.1.6.72. Przez długi czas gatunek ten był klasyfikowany jako podgatunek Leptophis ahaetulla. Obecnie po analizie cech morfologicznych, morfometrycznych oraz różnic w półprąciu wyodrębniony został do rangi gatunku. Nie wyróżnia się podgatunków.

### Etymologia
- Leptophis: gr. λεπτος leptos „smukły”; οφις ophis, οφεως opheōs „wąż”[6].
- occidentalis – łac. occidental – „zachód”; łac. occidentalis - „zachodni”[2].

## Morfologia
Jest to średniej wielkości wąż o krótkiej głowie, która jest niewiele szersza od szyi, o dużych wyłupiastych oczach. Głowa jest zielona z czarnym niewielkim paskiem rozciągającym się od oka do początku żuchwy. Tułów smukły, jednolitej barwy – jasnoszmaragdowozielony. Ogon długi. Brzuch jaśniejszy. Może być mylony z Leptophis depressirostris i Leptophis bocourti.
Wymiary:
|                        | Samiec  | Samica  |
| Długość całkowita (mm) | 1610    | 1239    |
| Długość SVL (mm)       | 946     |         |
| Długość TL (mm)        | 664     |         |
| Tarczki brzuszne       | 147–178 | 150–183 |
| Tarczki podogonowe     | 130–188 | 134–194 |

## Występowanie
Leptophis occidentalis występuje po zachodniej stronie Andów w południowo-zachodnim Ekwadorze i najbardziej na północ położonych nadmorskich rejonach Peru. Żyje na wysokościach od poziomu morza do około 1182 m n.p.m.

## Ekologia i zachowanie
Gatunek prowadzi dzienny, nadrzewny i naziemny tryb życia. Występuje w starych, okresowo suchych lasach, lasach galeriowych, pastwiskach z rozproszonymi drzewami, suchych zaroślach, sawannach, plantacjach i obszarach podmiejskich. Żeruje w ciągu dnia na poziomie gruntu lub na niskiej roślinności, w nocy odpoczywa na drzewach i krzewach na wysokości do 3 m nad poziomem ziemi. Dieta tego gatunku nie jest dokładnie znana, jedyny opisany przypadek dotyczy zjedzenia żaby Pristimantis achatinus.

## Status
W Czerwonej księdze gatunków zagrożonych IUCN Leptophis occidentalis nie jest jeszcze klasyfikowany. A. Arteaga proponuje zaliczenie go do kategorii gatunek bliski zagrożenia (NT, ang. Near Threatened). Spowodowane to jest następującymi kryteriami: obszar jego występowania ulega silnej degeneracji, obecnie już około 80% pokrywającego go pierwotnie lasu zostało zniszczone w wyniku pozyskiwania drewna, rozwoju obszarów wiejskich i miejskich oraz ekspansji obszarów rolniczych oraz tępieniem go przez lokalną ludność.